# ロバート・フラッド (医師)
ロバート・フラッド（Robert Fludd、1574年1月17日 - 1637年9月8日）は、ルネサンス終期のイングランドの医師。当時主流ではなかったパラケルススの考えを中心に医学を学び、神秘主義（オカルト）にも興味を示した。音楽家、天文学者、数学者という側面を持ち、オカルトに関してはカバラを学び、薔薇十字団を支持した。
マクロコスモスとミクロコスモスのイラストなどに代表されるように、フラッドは宇宙や自然の創生に関して、神秘主義的な立場をとった。その考えに対してヨハネス・ケプラーが反論したことでも知られる。

## 出自と家系
フラッドは、イングランドのケントにあるベアーステッドのミルゲイトハウスで1574年に生まれた。父はトーマス・フラッド。トーマスは高階級の政府の要人であり、エリザベス１世の、ヨーロッパにおける戦争の財務担当をし、議会のメンバーを務めた。フラッドの母はエリザベス・アンドレス・フラッド。肖像画の右肩に書かれているのはフラッドの父系の家系の紋章である。彼の父系は、リリッド・フライド（Rhirid Flaidd）まで遡ることができ、"Fladd"という名字は「血まみれの（赤い）狼」を意味するウェールズ語が由来である。

## 医師になるまで
1591年にオックスフォード大学のセント・ジョンズ・カレッジに入学し、1597年に学位（B.A.）を取得、1598年には修士（M.A.）を取得した。セント・ジョンズ・カレッジは、当時のイングランドにおいて医学のフェローシップを提供していた少ない機関のひとつであった。ウィリアム・ハフマンによれば、同カレッジにおけるメディカルフェローの存在が、フラッドにとって医学を勉強するきっかけとなったと語っている。
1591年から1598年の間、フラッドがセント・ジョンズ・カレッジに在学中、研修医のメディカルフェローの一人はマシュー・グウィンであった。グウィンは、自身の著作において、ガレノスの医学に携わる一方で、パラケルススの医学知見にも詳しかったことを示唆していた。フラッドはオックスフォード時代に、グウィンやその著作に触れた可能性があり、それがフラッドが後に主張することになる、医学に関する考え方とその診察への採用にさらなる影響を与えたとされる。
セント・ジョンズ・カレッジを卒業後、1598年から1604年の間、ヨーロッパ本土を旅行した。彼がヨーロッパのどこに行っていたかは詳細に知られていないが、フランス、スペイン、イタリア、ドイツは訪れたとしている。彼自身の説明では、ピレネー山脈で冬を過ごし、イエスズ会の信者とともにテウルギア（降神術）を学んだとのこと。また、そのなかで医学、薬学、神秘思想のヘルメス主義を学んだ。
1604年にイングランドに戻ると、医学の学位を取ることを目的とし、オックスフォード大学のクライストチャーチに入学した。当時のクライストチャーチでは、医学の学位を取得する要件には、要求された医学の著作（主にガレノスとヒポクラテスによるもの） を理解することがあった。フラッドはこれらのテキストに従って３つ論文を書き、1605年の5月14日、学位を認可された。同年の5月16日、医学士（M.B）と医師（M.D）の学位を取得してクライストチャーチを卒業した。

## 英国王立内科医協会での役割
卒業後、ロンドンへと引っ越し、フェンチャーチ・ストリートに住居をかまえ、英国王立内科医協会に入るための試験を複数回受けたのち、1609年の9月に入会を許可された。試験官によって幾度も門前払いを受けた原因は、フラッドが当時主流ではなかったパラケルススの考え方を採用し、特にガレノスのような伝統的な医学の権威の考え方を用いるのに難色を示したことであった。
ロンドンの医師として成功し、協会の監査を４回務めた。1614年に協会で行われたロンドンの薬剤師の監査にも参加し、1618年には王立内科医協会による標準的な調剤に関するテキストであるPharmacopoeia Londinensis の著作に携わった。彼は協会において認められた存在になり、協会では17世紀の 評論家たちに数えられた。
それに次いで、協会における彼の経歴と立場はさらに良い方向へと向かった。彼はウィリアム・パディと仲が良かった。また、フラッドは協会のメンバーであるウィリアム・ハーベーの血液循環説を文字として初めて支持した人物の一人である。しかし、フラッドがどの程度ハーベーの説に影響を与えたかは定かではない。「循環」という用語は当時、曖昧さを含むものであった。

## オカルトの関心
フラッドは、医学の考え方を、ガレノスのような当時主流であった古代の権威的人物ではなく、パラケルススの医学に従った。その一方で、彼は本来の知恵は自然魔術を使える者（natural magicians）の著作に見いだされるはずだ、ということを信じていた。こうした超常的な権威へのフラッドの考え方は偉大な数学者へも傾倒していった。その一例がピタゴラスやその支持者であり、フラッドは「数によって大いなる秘密へアクセスすることができ、宗教における必然性は、数と割合を研究することによってのみ発見される。」と信じていた。この考えは、ヨハネス・ケプラーとの論争を生んだ。

## 死
1637年9月8日、６３歳のとき、ロンドンのコールマンストリートにある自宅で生涯を終えた。彼の遺言に基づき、遺体は、ベアーステッドのホーリークロス教会にまで運ばれ、埋葬された。